# 巨大真亮羽水蚤
巨大真亮羽水蚤（学名：Euaugaptilus magnus）为亮羽水蚤科真亮羽水蚤屬下的一个种。